# Yoshida Shōin

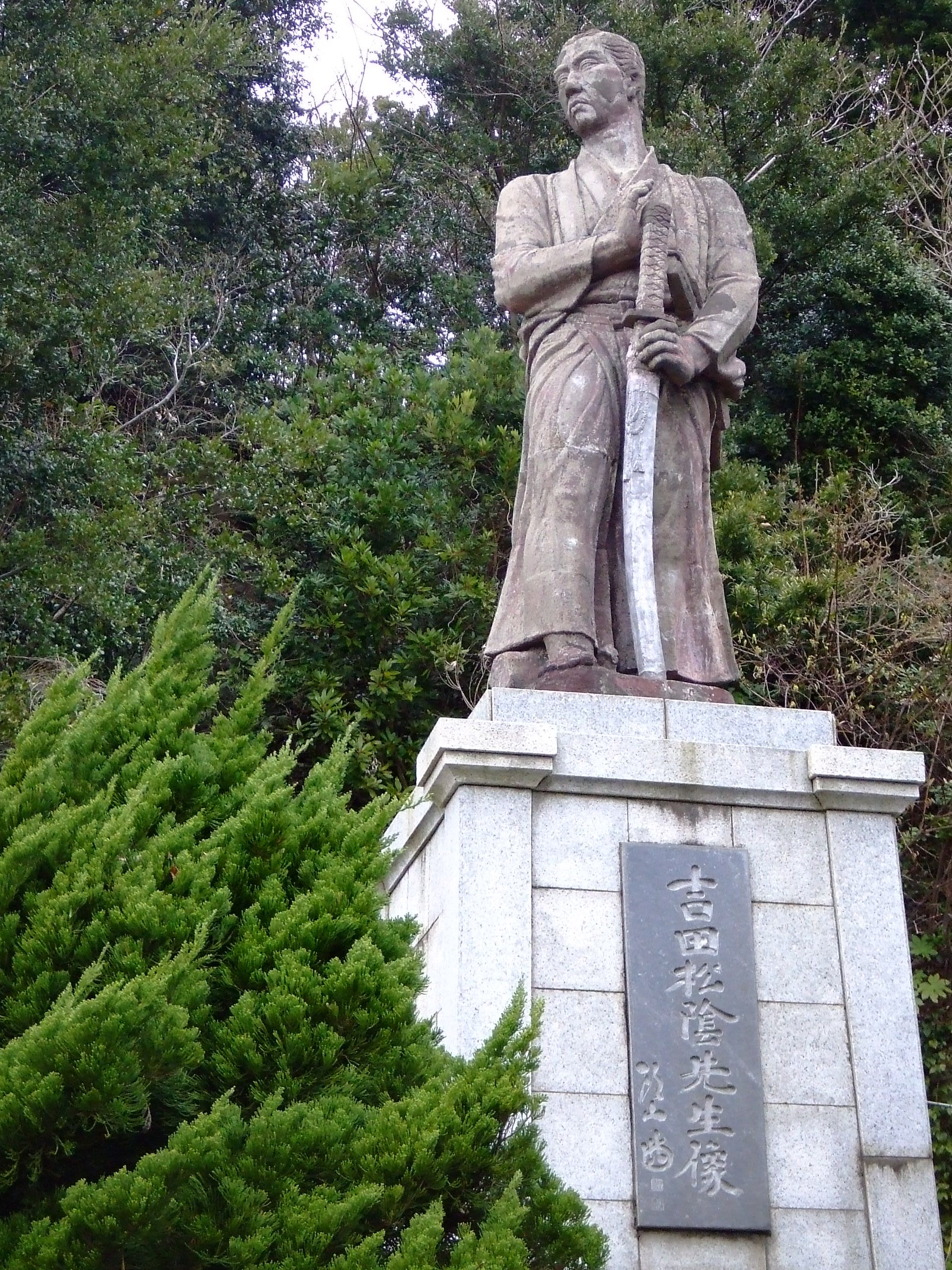
Une statue de Yoshida à Shimoda, préfecture de Shizuoka, ville où il avait essayé de monter à bord d’un des « navires noirs » de Perry.

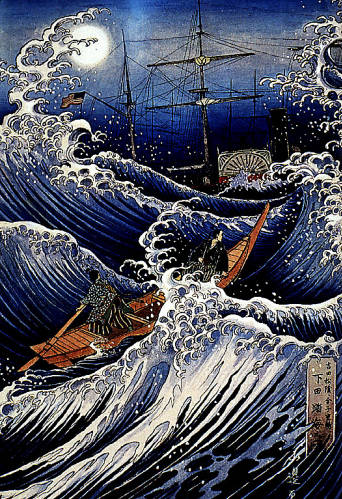
Yoshida Shōin s'avançant vers les navires noirs.

 (janvier 2018).
Si vous disposez d'ouvrages ou d'articles de référence ou si vous connaissez des sites web de qualité traitant du thème abordé ici, merci de compléter l'article en donnant les références utiles à sa vérifiabilité et en les liant à la section « Notes et références ».
Yoshida Shōin est un nom japonais traditionnel ; le nom de famille (ou le nom d'école), Yoshida, précède donc le prénom (ou le nom d'artiste).
Yoshida Shōin (吉田松陰) 20 septembre 1830 - 21 novembre 1859) est un intellectuel de la fin du shogunat de Tokugawa. De son nom complet : Yoshida Torajirô Fujiwara-no-Norikata, également déifié sous le nom de Shōin no mikoto, au sanctuaire Shōin-jinja qui lui est consacré. Il a dédié sa courte vie à instruire beaucoup d'Ishin Shishi qui ont apporté une contribution exceptionnelle à la restauration de Meiji.

## Biographie
Né Sugi Toranosuke, issue d'une famille samouraï réputée pour son intégrité et sa fidélité au néo-confucianisme, il fut adopté par les Yoshida, famille samouraï du clan Chōshū; enfant prodige, il commença à étudier la tactique dès ses cinq ans, puis entra à l'université[Laquelle ?] à l'âge de huit ans. Il commença à enseigner à l'université dès l'année suivante... Pour ses dix ans, il impressionna la famille du daimyô Mori comme conférencier militaire.
Fasciné par la puissance et l'avance technologique des Occidentaux, Yoshida essaya d'apprendre leurs manières. Matthew Perry visita le Japon en 1853 et 1854. Peu avant le départ de ce dernier, Yoshida et un ami allèrent  à Shimoda où les « navires noirs » étaient ancrés, et essayèrent de monter à bord. Ils présentèrent, la première fois, une lettre demandant la permission de monter à bord mais sans succès. Au milieu de la nuit, Yoshida tenta d'embarquer en secret. Les troupes de Perry le remarquèrent et le chassèrent. Juste après, lui et son ami furent arrêtés par les troupes du bakufu de Tokugawa. Même enfermés, ils parvinrent à passer un message à Perry. Yoshida Shōin fut envoyé en prison à Edo, puis à celle de Hagi où il fut condamné à l'assignation à domicile.
Yoshida n'a jamais été présenté à Perry, qui n'a jamais appris son nom.
En prison, il a dirigé une école. Après sa libération, il a succédé à son oncle, Shoka Sonjuku, dans une minuscule école privée où il enseignerait aux jeunes les arts et la politique militaires. Interdit de voyager, il envoyait ses élèves dans tout le Japon comme investigateurs.
À partir de 1858, Naosuke Ii, le Tairō (sorte de Premier Ministre) du bakufu qui avait signé des traités avec les puissances occidentales, commença à ordonner l'arrestation des rebelles Sonnō jōi à Kyōto, à Edo puis dans les autres provinces. Plusieurs des disciples de Yoshida Shoin furent capturés, et Yoshida Shōin déposa la plume pour prendre l'épée. Quand Ii envoya un émissaire (sans succès) pour demander à l'Empereur de soutenir l'un de ses traités avec les « barbares, » Yoshida Shōin monta une révolte, appelant les rōnins à le rejoindre, mais il reçut très peu d'appuis. Néanmoins, une petite bande d'étudiants et lui attaquèrent et essayèrent de tuer un serviteur de Ii à Kyoto. La révolte échoua, et Yoshida Shoin fut de nouveau emprisonné à Chōshū.
L'année suivante, Chōshū a été ordonné d'envoyer ses insurgés les plus dangereux aux prisons d'Edo. Alors, Yoshida Shōin admit la tentative d'assassinat, et en prison, continua d'organiser la rébellion. Il ne pensait pas être exécuté jusqu'à ce que les Tokugawa exécutent trois de ses amis (par décapitation). Quand ce fut le tour de Yoshida, il s'est résigné - son bourreau a dit qu'il est mort noblement. Il avait 29 ans.
Au moins deux de ses étudiants, Shinsaku Takasugi et Hirobumi Itō sont plus tard devenus célèbres, et pratiquement tous les survivants du groupe de Sonjuku sont devenus des dirigeants dans la restauration de Meiji. Takasugi a mené une guerre contre l'armée du shogun quand celui-ci a échoué à conquérir Chōshū en 1864, menant rapidement à la chute du shogunat Tokugawa. Hirobumi est devenu le premier des premiers ministres du Japon. Yoshida Shōin est maintenant consacré à Shōin-jinja à Wakabayashi, Setagaya-ku (世田谷区若林 4丁目 35-1)  à Tokyo, ainsi que dans son lieu de naissance Hagi dans la préfecture de Yamaguchi (山口県萩市椿東 1537).
« Il est faux de se considérer différent des gens du commun, mais il est juste d'espérer qu'on ne restera pas comme eux. »[réf. nécessaire]

## Postérité
Trois universités portent son nom : l’université pour femmes d’Osaka Shoin, l’université pour femmes de Shoin (Kōbe), et l’université Shōin. Un sanctuaire shintoïste honore sa mémoire, Shōin-jinja (ja), construit à Setagaya-ku, Tokyo, il dispose de son propre site internet en anglais. 

## Source de la traduction

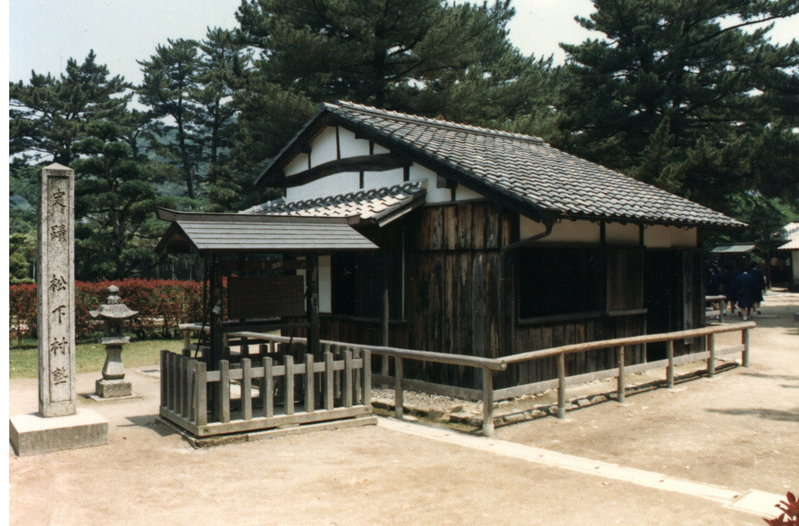
L’école privée où Yoshida Shōin enseigna.